# Hexatoma serena
Hexatoma serena är en tvåvingeart som beskrevs av Alexander 1961. Hexatoma serena ingår i släktet Hexatoma och familjen småharkrankar. Inga underarter finns listade i Catalogue of Life.